# Вестник (шхуна, 1831)
«Вестник» — парусная шхуна Черноморского флота России.

## Описание судна
Парусная шхуна с деревянным корпусом, одна из двух шхун типа «Курьер». Длина судна составляла 22,9 метра, ширина — 6,4 метра, вооружение состояло из двенадцати орудий.

## История службы
Шхуна «Вестник» была заложена на стапеле Николаевского адмиралтейства 1 (13) июня 1830 года и после спуска на воду 1 (13) июня 1831 года вошла в состав Черноморского флота России. Строительство вёл кораблестроитель поручик Г. Иванов.
В кампании 1831 и 1832 годов совершала крейсерские плавания вдоль укреплений Черноморской береговой линии, в том числе у берегов Абхазии.
В кампанию 1833 года совершала плавания между Севастополем, Николаевом, Геленджиком и Сухум-Кале. В течение этого года также принимала участие в операциях у берегов Кавказа в составе отрядов, в том числе в уничтожении турецких судов при местечках Писала, Вардан и Вулан. В следующем 1834 году выходила в крейсерские плавания вдоль берегов Абхазии.
В кампании 1835 и 1836 годов несла службу при Севастопольском порте и как и в предыдущие годы принимала участие в действиях отрядов кораблей Черноморского флота у кавказского побережья
К 1837 году выходила в крейсерское плавание к берегам Абхазии, в кампанию того же года шхуна «Вестник» была разобрана в Севастополе.

## Командиры шхуны
Командирами парусной шхуны «Вестник» в составе Российского императорского флота в разное время служили:
- лейтенант, с 1831 капитан-лейтенант Н. П. Вульф (1829—1834 годы);
- лейтенант Г. И. Шишуков (1835—1836 годы)[13].